# Чарли и фабрика чоколаде
Чарли и фабрика чоколаде (енгл. Charlie and the Chocolate Factory) дечји је роман Роалда Дала издат 1964. године. Описује доживљаје дечака Чарлија Бакета у фабрици чоколаде Вонка, чији је власник Вили Вонка. Роман је првобитно издала амнеричка издавачка кућа Alfred A. Knopf, Inc. 17. јануара 1964, а 11 месеци касније, 23. новембра исте године и британска George Allen & Unwin. Екранизован је двапут - први филм снимљен је 1971. и носио је назив Вили Вонка и фабрика чоколаде, док је други, Чарли и фабрика чоколаде, снимљен 2005. године.

## Радња
Једанаестогодишњи Чарли Бакет је дечак из сиромашне породице који живи у малој кући изван града. У његовом граду постоји велелепна фабрика чоколаде и других слаткиша, коју држи чудновати Вили Вонка. Фабрика је правила разне чудне слаткише: сладоледе који се никада не топе, жваке које трају вечно итд. Ипак, нико никада није ушао у фабрику и све у вези ње је било мистериозно.
Једног дана, власник фабрике Вили Вонка објављује у новинама да је у пет својих чоколада сакрио по једну златну улазницу. Ко год је нађе, има прилику да посети фабрику, али и да добију доживотне залихе чоколаде за себе и породицу. Прве четири улазнице извукла су богаташка деца: 
- Августус Глуп, који дневно поједе око тону чоколаде
- Верука Солт, којој богати родитељи испуњавају све жеље
- Виолета Борегард, која никада не престаје да жваће жваке
- Мајк Тиви, опседнут видео-игрицама и телевизијом

  
Пету улазницу извукао је Чарли... Њих петоро крећу у авантуру коју никада неће заборавити...
Чарли је једног дана враћајући се из школе на улици нашао новчић од педесет пенија у снегу што је било довољно да купи Вонка чоколаду и у у којој проналази златну карту.
На карти је писало да треба да се појави са једним чланом породице 1. фебруара испред фабрике. Чaрли је дошао са својим дедом Џоом, где их је сачекао Вили Вонка.
Када су кренули у обилазак фабрике установили су ко су били мистериозни радници у производњи. Упознали су Умпа Лумпе (афрички пигмеји), патуљке из удаљене земље којима је Вонка понудио посао, а који су се хранили какао зрнима која су код њих била изузетно ретка.
Када су стигли до чоколадне реке, Августус је почео прождрљиво да пије чоколаду из реке, због чега је и упао у реку и скоро се утопио.
У другој просторији Вонка им је показао жвакаћу гуму коју је тек изумео и која се још тестира, коју је Виолета сажвакала, надула се, и постала љубичаста.
Следећа на реду је била просторија у којој су веверице љуштиле орашасте плодове за посластице, где се Верука наљутила када јој је Вонка објаснио да не може да задржи веверицу као љубимца. Када је отворила врата која воде до веверица, веверице су је повукле и одбациле у цев за отпатке.
Следећа је била чоколадна телевизијска дворана где им је Вонка показао још један свој изум који се тестирао. Радило се о телевизорима преко којих би се могле слати чоколадице попут слика. Мајк није хтео да послуша Вонку, и испробао је изум, да би се смањио на величину људи са малих екрана.
На крају је остао само Чарли са дедом, којима је Вонка објаснио како је са децом све у реду, и да је све организовао како би пронашао свог наследника кога ће научити свему што зна, и позвао Чарлија са породицом да се пресели код њега.

## Избачена поглавља
У периоду од 2009. до 2016. године нађени су рукописи Роалда Дала на којима се налазе поглавља која су пре штампања избачена из књиге.
- "" је први пут објављен као кратка прича 1973. Године 2005, The Times је преписао "Spotty Powder" као "изгубљено" поглавље, наводећи да је пронађен на Даловом столу, написан натраг у огледалу (начин на који је Леонардо да Винчи написао свој дневник).
- "" - 2014, The Guardian је открио да је Дал избацио још једно поглавље из раног нацрта књиге. Гардијан је објавио да је сада елиминисани пасус био "претеран, субверзиван и неморалан за бријесне умове британске деце пре скоро 50 година."[4] Augustus Pottle was routed to the Chocolate Fudge Room, not the Vanilla Fudge Room explored in this chapter,[4]
- "" - Роалд Дал је првобитно планирао да дете под називом Марвин Прун буде део књиге. Дал је у раним седамдесетим годинама поднео акцизирано поглавље у вези с Марвином Пруном на The Horn Book Review. Уместо објављивања поглавља, Horn Book је одговорио критичним есејем новелеиста Елеанора Камерона, који је критиковао Далову вредност као људско биће.[5]

## Избачени ликови
Пронађени су разни неискоришћени нацрти из Далових раних верзија романа. У првобитним, необјављеним нацртима Чарлија и фабрике чоколаде, девет златних карата се дистрибуирало у тајну фабрику чоколаде Вонка, а деца су посетила више соба и више искушења своје самоконтроле. Неке од имена деце која су искључена из романа:
- Кларенс Крамп, Берти Апсајд и Теренс Ропер (који претерују у The Warming Candy Room)
- Елвира Ентвисл (изгубљена у сметлишту - преименована у Верука Солт)
- Виолета Глокенбери (преименована у Виолета Страбисмус, и на крају у Виолета Беаурегард)
- Миранда Гроп и Аугустус Потл (изгубљени у чоколадној цеви - комбиновани у лик Августус Глуп)
- Миранда Мери Пајкер (преименована из Миранда Гроп, постала је жртва Spotty Powder')
- Марвин Прун (конципиран дечко)
- Вилбур Рис и Томи Троутбек (жртве The Vanilla Fudge Room)
- Херпес Троут (преименован у Мајк Тиви)